# Coryphellina poenicia
Coryphellina poenicia is een slakkensoort uit de familie van de Flabellinidae. De wetenschappelijke naam van de soort werd voor het eerst geldig gepubliceerd in 1957 door Burn als Hervia poenicia.